# 3544 Borodino
3544 Borodino је астероид главног астероидног појаса чија средња удаљеност од Сунца износи 2,402 астрономских јединица (АЈ).
Апсолутна магнитуда астероида је 12,5.